# Горски-Извор (Хасковская область)
Горски-Извор (болг. Горски извор) — село в Болгарии. Находится в Хасковской области, входит в общину Димитровград. Население составляет 1 481 человек.

## Политическая ситуация
В местном кметстве Горски-Извор, в состав которого входит Горски-Извор, должность кмета (старосты) исполняет Янко Иванов Янев (Граждане за европейское развитие Болгарии (ГЕРБ)) по результатам выборов.
Кмет (мэр) общины Димитровград — Стефан Димитров Димитров (коалиция партий: Союз свободной демократии (ССД), Земледельческий народный союз (ЗНС), Болгарская рабочая социал-демократическая партия (БСДП), «Новые лидеры» (НЛ)) по результатам выборов.